# Otto Friedrich von der Groeben

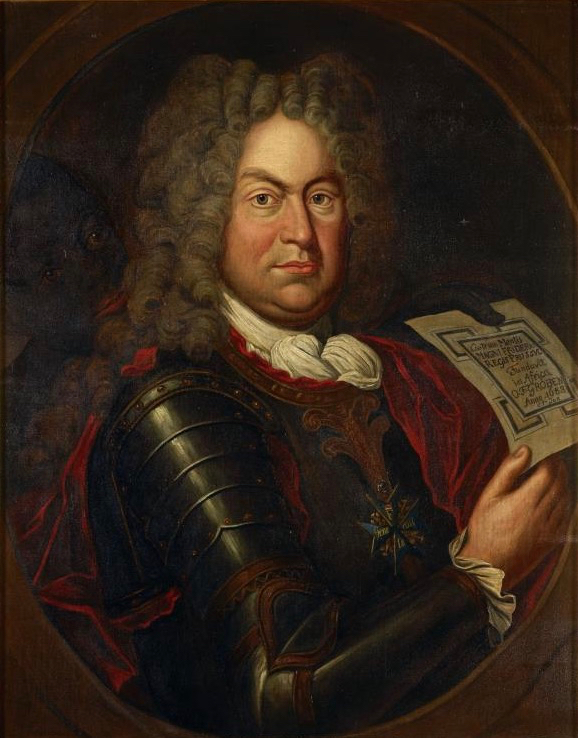
Otto Friedrich von der Groeben, 1701, Schloss Oranienburg

Otto Friedrich von der Groeben (* 16. April 1657 in Napratten bei Heilsberg im Ermland; † 30. Januar 1728 bei Marienwerder) war ein Adliger aus dem historischen Preußen, der dem Ideal des Honnête homme als Offizier und Reisender nachstrebte. Im Dienste Brandenburg-Preußens gründete er 1683 die kurbrandenburgische Kolonie und das Fort Groß Friedrichsburg an der Goldküste Westafrikas.

## Leben
Otto Friedrich von der Groeben war der Sohn des kurfürstlich-brandenburgischen Generalmajors und Amtshauptmanns zu Marienwerder und Riesenburg Georg Heinrich von der Groeben (* 1630, † 1697) aus der märkischen, seit dem 15. Jahrhundert in (Ost-)Preußen ansässigen Familie von der Groeben. Seine Mutter war Barbara Dorothea von Gattenhofen (* 1635, † 1694). Obwohl er protestantischen Glaubens war, besuchte er von 1666 bis 1673 das angesehene Jesuitengymnasium in Rößel im Fürstbistum Ermland, wo er eine gründliche klassische Bildung erhielt.
Mit 17 Jahren schloss er sich 1673 dem polnischen Obersten Christoph Meglin an und reiste mit ihm nach Italien und Malta. Von Malta aus nahm er, vermutlich aus Geldmangel und Abenteuerlust, an einer Kaperfahrt gegen das Osmanische Reich teil, wobei er eine Verwundung erlitt. Danach reiste er nach Ägypten, Palästina und Zypern und schließlich nach Spanien, Frankreich und England. In dieser Zeit war er auch ein Jahr lang Soldat in Diensten des spanischen Königs. Nach fast achtjähriger Abwesenheit kehrte er 1680 nach Brandenburg-Preußen zurück. Er ging nach Berlin, wo er dem Großen Kurfürsten Friedrich Wilhelm als Kammerjunker diente.

### Zweite brandenburgischen Kolonialexpedition an die Küste von Guinea

Ankunft der Brandenburger in Westafrika (aus: Schorers Familienblatt, 1885)

Wahrscheinlich auch aufgrund seiner Reiseerfahrungen übertrug der Kurfürst dem zum Major der kurbrandenburgischen Armee ernannten Groeben im Frühjahr 1682 die Leitung einer zweiten brandenburgischen Kolonialexpedition an die Küste von Guinea. Diese Expedition hatte zum Ziel, eine ständige brandenburgische Niederlassung und bewaffnete Forts zu ihrem Schutz zu errichten. Dieser Expedition war eine brandenburgische Handelsexpedition vorausgegangen, die im September 1680 unter der Leitung des Kommandanten der Fregatte Moriaen, Philipp Pietersen Blonck, an die Guinea- und Angolaküste abgesandt worden war. Dabei gelang es, am 16. Mai 1681 an der Goldküste etwas westlich des Kaps der drei Spitzen einen Freundschafts- und Handelsvertrag mit den drei Ahanta-Häuptlingen Pregate, Sophonie und Apany zu schließen, in denen es den Brandenburgern gestattet wurde, eine Niederlassung und ein Fort zu errichten. Sofort nach der Rückkehr der Moriaen im August 1681 begann die Ausrüstung einer neuen Expedition. 1682 wurde die Brandenburgisch-Afrikanische Compagnie (BAC) für den Handel mit Gold, Elfenbein, Gummi und Menschen gegründet.
Groebens Kolonialexpedition begann am 16. Mai 1682 mit dem Auslaufen der beiden Schiffe der Kurbrandenburgischen Marine Moriaen (32 Geschütze) und Churprinz von Brandenburg (12 Geschütze) aus Emden in Richtung Goldküste. Am 27. Dezember 1682 betrat Groeben am Kap der drei Spitzen nahe dem Dorf Accada erstmals afrikanischen Boden. Nachdem man hier jedoch mit plötzlich auftauchenden Holländern aneinandergeriet, segelte man weiter und landete einige Seemeilen entfernt nordwestlich. Dort fand man in der Nähe des Dorfes Poquesoe (heute Princes Town) einen geeigneten Standort für das zukünftige Fort. An diesem Ort fand auch am 1. Januar 1683 mit einem militärischen Zeremoniell die feierliche Hissung der brandenburgischen Flagge statt. Unmittelbar nach der Flaggenhissung wurde mit dem Bau von Fort Groß Friedrichsburg begonnen. Am 5. Januar 1683 wurde der Vertrag mit den Ahanta erneuert.
Während der Bauarbeiten grassierte das Fieber unter den Brandenburgern. Zeitweise waren von 40 Mann nur noch fünf einsatzfähig. Auch Groeben erkrankte. Die beiden Festungsbauingenieure starben und alle anderen waren zu schwach oder mit der Krankenpflege beschäftigt, so dass die Bauarbeiten schon bald zum Erliegen kamen. Nachdem sich Groeben etwas erholt hatte, segelte er mit dem Moriaen und den Kranken zur portugiesischen Insel São Tomé hinüber, wo sie schnell wieder gesundeten. Auf der Rückreise erkundete er ausführlich die Krabbenbucht (Camerones), einige Kamerun-Gebiete sowie die Küsten der Königreiche Benin und Ardra (Allada). Nach kurzem Aufenthalt in Groß Friedrichsburg übergab er das Kommando über die Festung Groß Friedrichsburg und die Leitung des weiteren Aufbaus an Philipp Pietersen Blonck und kehrte mit der Moriaen über England und Schottland im Juli oder August 1683 in die Heimat zurück.
Das zweite Schiff, die Churprinz von Brandenburg, segelte mit zum Verkauf bestimmten afrikanischen Sklaven nach Westindien. Brandenburg-Preußen verschiffte in den folgenden vier Jahrzehnten bis zu 10.000–30.000 versklavte Afrikaner, die meist in innerafrikanischen Kriegen gefangen genommen und afrikanischen Händlern teilweise gegen Perlen, Muscheln, Eisenbarren, Schießpulver, Gewehre und Alkohol abgekauft wurden. Die Verschiffung erfolgte unter menschenunwürdigen Bedingungen mit einer hohen Sterblichkeitsrate von Afrika nach Amerika. Da Brandenburg-Preußen nicht mit den großen Seemächten Europas konkurrieren konnte, wurde Großfriedrichsburg 1718 unter König Friedrich Wilhelm I. (1688–1740), dem Enkel des „Großen“ Kurfürsten an die Niederländer verkauft.
Jan Conny, Kaufmann aus dem heutigen Ghana, war Vertreter Brandenburgs, der hiermit die Kolonialmacht der Niederlande schwächen wollte und sich deren Übernahme widersetzte.

### Amtshauptmannschaft über Marienwerder, Heirat und Tod
Als Groeben nach insgesamt 18 Monaten in Brandenburg-Preußen eintraf, ehrte ihn der Große Kurfürst als Gründer der ersten brandenburgischen Kolonie und belohnte ihn mit der Anwartschaft auf die Nachfolge in der Amtshauptmannschaft über Marienwerder und Riesenburg, die sein Vater seit 1662 innehatte.
Im Jahr 1686 trat Groeben, der 1684 polnischer Generalmajor geworden war, in den Dienst der Republik Venedig, um unter Francesco Morosini im Großen Türkenkrieg an der Wiedereroberung Moreas teilzunehmen. Nach seiner Rückkehr im folgenden Jahr erhielt er den Orden De la Générosité. Im gleichen Jahr heiratete er, wohl auch weil ihm die Ehe als „wirksames Mittel gegen sein chronisches Reisefieber“ erschien, Anna Barbara von Schlieben. Am 10. Mai 1688 übernahm Kurfürst Friedrich III. von Brandenburg Groeben als Generalmajor in seinen Dienst und ernannte ihn zum Kammerherren. Groeben trat seither militärisch nicht länger in Erscheinung. Er widmete sich der Bewirtschaftung seiner Güter und der Schriftstellerei.

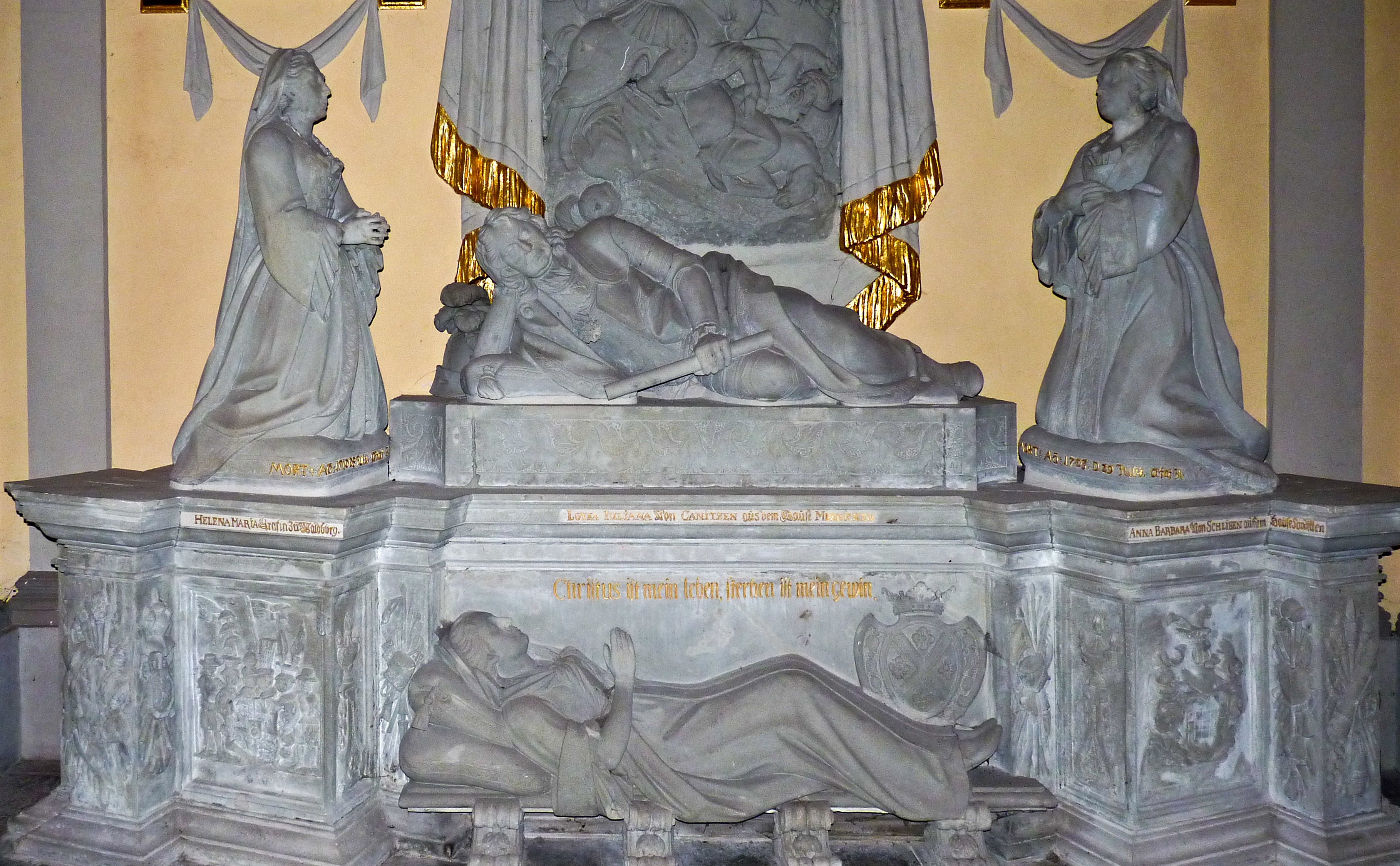
Epitaph und Grabmal

1694 erschien in Marienwerder, in der eigens dafür eingerichteten Druckerei des aus Elbing stammenden Simon Reiniger, seine Orientalische Reisebeschreibung des Brandenburgischen Edelichen Pilgers Otto Friedrich von der Gröben, nebst der Brandenburgischen Schiffahrt nach Guinea, und der Verrichtung zu Morea, in der er herablassend über die Einwohner, das Land und die Gründung des Handelsstützpunktes Großfriedrichsburg berichtete. Das aufwändig ausgestattete Buch enthielt das erste bekannte Werk des Malers Georg Lisiewskis.
Im Jahr 1697 wurde Groeben als Nachfolger seines Vaters Amtshauptmann von Marienwerder und Riesenburg. Er veröffentlichte 1700 das allegorische Epos „Des edlen Bergone und seiner tugendhafften Areteen denckwürdige Lebens- und Liebesgeschichte“. Im Jahre seines Todes war er seit 1704 Königlich-preußischer Kammerherr und seit 1719 Königlich-polnischer Generalleutnant gewesen.
Otto Friedrich von der Groeben starb am 30. Januar 1728 auf seinem Anwesen bei Marienwerder. Er wurde in der für ihn im Jahre 1705 errichteten Kapelle an der Nordseite der Marienwerderschen Domkirche beigesetzt. Dort befindet sich sein barockes Grabmal.

## Familie
Otto Friedrich von der Groeben war dreimal verheiratet. Nach dem Tod seiner ersten Frau Anna Barbara von Schlieben († 1703) heiratete er im Jahre 1704 die Gräfin Helena Marie, die Tochter von Joachim Heinrich Truchsess von Waldburg, († 8. Juli 1710) und dann 1711 Luise Juliane von Kanitz († 1730) Witwe des Majors Franz Sigismund von Plotho. Er hatte mit seinen Frauen 18 Kinder.
Aus der Ehe mit Barbara von Schlieben überlebten:
- Abraham Bogislaw, (* 23. Mai 1689; † 15. März 1733,) Erbherr auf Neudörfchen, Wöterkeim und Boritten, polnischer Major ⚭ Maria Eleonore von der Groeben a.d.H. Schrengen
- Anna Barbara (* 21. Januar 1691; † 14. Febr. 1705) ⚭ 1706 mit Bogislaw Albrecht von Oelsen
- Jakob Friedrich (* 27. Dezember 1693; † 13. Juli 1747) ⚭ 1716 Eleonore Luise von der Groeben a.d.H. Beeslack (* Dezember 1699; † 4. April 1759)
- Marie Eleonore (* 25. Juli 1695) ⚭ Moritz Dietrich von Weyher
- Katharina Charlotte (* 16. Dezember 1696) ⚭ Johann Ernst von Canitz
- Katharina Barbara ⚭ Albrecht Ludwig von Hohendorf

Aus der Ehe mit Helene Marie von Waldburg überlebten:
- Joachim Heinrich (* 9. Juli 1705; † 25. Juli 1768) ⚭ 1738 Luise Henriette von Hünicke (* 28. Februar 1718; † 25. Januar 1772) (Eltern von Karl Ernst August von der Groeben)
- Otto Eugen Friedrich (* 13. November 1706; † 1722)
- Karl Ernst (* 29. Dezember 1707) zunächst preußischer Leutnant und 1735 Johanniterritter, dann kaiserlicher Hauptmann, starb als französischer Major
- Johann Georg (* 16. Januar 1709; † 10. Februar 1777), preußischer Landrat ⚭ 1730 Gertrud Gottliebe von Troschke (* 30. Dezember 1706: † 3. September 1776)

Aus der Ehe mit Luise Juliane von Kanitz überlebten:
- Otto Friedrich (* 8. Mai 1712; † 1753) Erbherr auf Reyten und Keilhof, preußischer Oberstleutnant ⚭ Louise Beate von Prömock, Witwe von Ernst Heinrich von Weyssel auf Reyten
- Christoph Ludwig (* 4. Juli 1713) ging 1744 nach Livorno und von da nach Korsika und starb unverheiratet als kaiserlicher Oberst
- Marie Katharina Luise (* 10. August 1714; † November 1755) ⚭ Joachim Erdmann von der Groeben a.d.H. Schrengen (* 23. September 1702)

## Ehrungen
In Berlin-Kreuzberg war von 1895 bis 2009 das Gröbenufer nach Otto Friedrich von der Groeben benannt. Die Tilgung des Straßennamens erfolgte mit der Begründung, Groeben sei ein Sklavenhändler gewesen.
Die Kriegsmarine benannte ihr Räumbootbegleitschiff Von der Groeben nach ihm.

## Schriften
- Orientalische Reise-Beschreibung, des brandenburgischen Pilgers Otto Friedrich von der Gröben: Nebst d. Brandenburgischen Schifffahrt nach Guinea und der Verrichtung zu Morea, unter ihrem Titel. Reiniger, Marienwerder 1694.
  - Ein Nachdruck erschien 2013 mit einem Vorwort von Ulrich van der Heyden bei Olms, Hildesheim, Zürich, New York, ISBN 978-3-487-14879-3.
- Des edlen Bergone und seiner tugendhafften Areteen denckwürdige Lebens- und Liebesgeschichte. Zum Nutz u.Vergnügen edeler Gemüther ... welche daraus die Sitten und Gebräuche vieler Völcker u.d. ausführliche Beschreibung Italien, der Heiligen u. anderer Länder ersehen können. Simon Reiniger, Danzig 1700.
- Voorname Scheepsogt Van Jonkheer Otho Fridrich van der Greuben, Brandenburgs Edelman, Na Guinea, Met 2 Keur-Vorstelijke Fregatten, Gedaan in het Jaar 1682... : Verhandelende ... de gelegentheeden van verscheyde Zee-Kusten in Africa ... der Greyn-kust, Tand- of Quaqua-kust, Goud-kust ..., en des Reysigers Togt van daar na Terra Nova in America gelegen : Als mede den Aart, Zeeden, Gewoontens, ... ; Door den Reysiger selfs opgeteeknet en nu ... uyt het Hoogduyts vertald ; Met ... Register en Konst-Printen... enthalten in: Johan Lodewyk Gottfried, De Aanmerkens-waardige Voyagien Door Francoisen, Italiaanen, Deenen, Hoogduytsen en andere Vreemde Volkeren gedaan Na Oost- en West-Indien... Het 2.Stuk. Leiden 1706.